# Joseph Lolley
Joseph Lolley (ur. 25 sierpnia 1992 w Redditch) – angielski piłkarz występujący na pozycji pomocnika w Huddersfield Town.